# Bert Kinderdijk
Bert Kinderdijk, (Baarn, 6 juni 1952) is een Nederlands beeldhouwer en kunstschilder. 
Bert Kinderdijk kreeg zijn opleiding aan de Academie voor Beeldende Vorming in Amersfoort (in 1984 opgegaan in de HKU) in de richting autonome vormgeving. Zijn werk bestaat uit schilderijen, ruimtelijk werk, mixed media, installaties en decors. Voor zijn werken gebruikt hij acrylverf, olieverf, hout, metaal, kunststof en steen. Van 1975 tot werkte hij in Soest. Na eerst in een korenmolen bij Deventer te hebben gewerkt vervolgens in Antwerpen, streek hij met zijn vrouw Claudia Zielman in 2006 neer op het landgoed Beverweerd bij Werkhoven. In 2002 en 2004 deed hij mee aan de tentoonstellingen Onafhankelijk realisme in museum Møhlmann. Met zijn bedrijf Kunstcop richtte hij zich op het ontwerpen van decors en interieurs. Werk van hem werd aangekocht door de gemeente Baarn.

## Exposities (selectie)
- 2015 - Cat Museum Amsterdam samen met Ben Goëtjes. Kabinet voor Katportret
- 2014 - Gemeente Soest, expositie Bijzonder Alledaags. Dubbeltentoonstelling[2]
- 2002/2004 - Museum Mohlmann, Venhuizen
- 1995 - KunstRAI, Amsterdam
- 1986 - Contemporary Dutch Realist Painting, Zappeion Hall, Athene
- 1985 - The Refined Image, Hope College Art Gallery, Holland, Michigan
- 1984 - Gallery Arras 2, Trump Tower, New York